# Гравитационный разворот
Гравитационный разворот — манёвр космического аппарата в гравитационном поле небесного тела, при котором направление тяги совпадает или противоположно направлению движения, изменяющемуся под действием силы тяжести.
Гравитационный разворот обычно используется при выведении аппарата на орбиту и при посадке с орбиты. Благодаря тому, что ракета постоянно поворачивается в направлении движения, гравитационный разворот позволяет минимизировать гравитационные и аэродинамические потери, затраты на изменение направления движения, а также поперечные нагрузки на аппарат.

## Запуск космического аппарата на орбиту

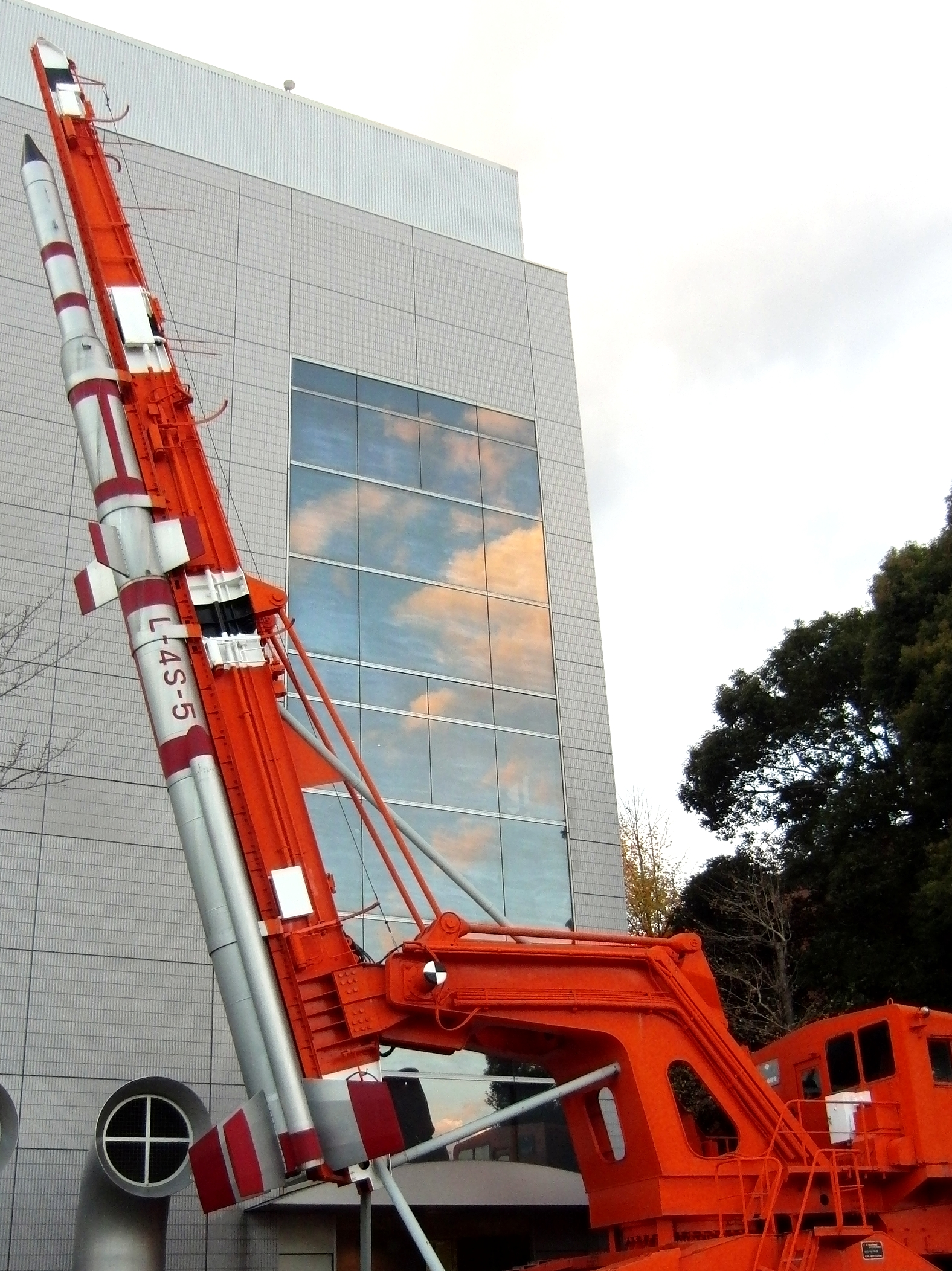
Японская ракета Лямбда-4S достаточно лёгкая, чтобы стартовать с наклонной рампы, с изначально заданным углом отклонения.

Ускорение ракеты, взлетающей под углом к горизонту: g — ускорение свободного падения, a_{e} — вклад двигателя в ускорение, a — итоговое ускорение ракеты

Высота траектории над поверхностью при различных начальных отклонениях. h_{o} — высота целевой орбиты.

Тангаж θ и угол атаки α для разных углов отклонения θ_{i1}

Как правило, космический аппарат стартует вертикально с поверхности планеты, а целью является набор высоты и скорости, соответствующей опорной или рабочей орбите. В процессе полёта также накладываются дополнительные ограничения, в частности:
- максимальная скорость поворота ракеты,
- максимальное допустимое динамическое давление набегающего воздуха, продольное и поперечное (зависит от скорости, плотности воздуха на данной высоте и угла атаки);
- максимальные перегрузки, безопасные для экипажа и модулей космического аппарата.

В рамках этих ограничений нужно найти такую траекторию, которая позволит вывести аппарат на орбиту с минимальными затратами топлива.
В простейшем случае можно сначала взлететь вертикально вверх на нужную высоту, а потом начать набор горизонтальной скорости. Но вертикальный подъём невыгоден из-за гравитационных потерь, а ждать замедления ракеты в апогее невыгодно из-за эффекта Оберта. Вместо этого гораздо эффективнее сразу ускоряться в нужном направлении до тех пор, пока ракета не приобретёт необходимый начальный импульс, причём ракета всё время должна быть повёрнута в направлении движения, чтобы вся тяга шла на разгон, без потерь на управление (т. е. на изменение направления движения), а также чтобы уменьшить сопротивление воздуха и вызванные им поперечные нагрузки на ракету.
Для этого в самом начале полёта ракета немного, на несколько градусов наклоняется в сторону своей будущей орбиты. Суммарная сила тяжести и тяги ускоряет ракету не прямо по её оси, а немного ближе к горизонту. Система управления разворачивает ракету в направлении движения, постоянно поддерживая нулевой угол атаки, в результате чего ракета летит по дуге, приближаясь к орбите. В тот момент, когда апогей траектории достигает будущей орбиты, двигатель отключается, и ракета летит по инерции по баллистической траектории. В районе апогея двигатель включается ещё раз, и ракета набирает необходимую орбитальную скорость.
В этом случае при определении траектории есть только одна независимая переменная — угол, на который ракета изначально отклоняется от вертикали, от которого зависит вся дальнейшая траектория. При взлёте в безвоздушном пространстве, например, с Луны, траекторию выгодно делать как можно более настильной, при условии, что она будет проходить на безопасном расстоянии от неровностей рельефа, это позволяет уменьшить гравитационные потери. При взлёте через атмосферу угол отклонения следует делать меньше, а траекторию — более крутой, чтобы выйти из плотных слоёв атмосферы раньше и на меньшей скорости, таким образом уменьшив аэродинамические потери. Кроме того, при полёте в атмосфере нужно также учитывать поперечные аэродинамические нагрузки при отклонении от нулевого угла атаки.
В простейшем случае система управления задаёт тангаж по заранее заданной таблице от времени. Но из-за турбулентностей воздуха и неравномерной работы двигателей небольшое отклонение в начале полёта может привести значительному уходу с намеченной траектории. Поэтому на большинстве ракет через некоторое время после старта задействуется система инерциальной навигации, которая, обладая информацией о высоте и скорости, корректирует возникающие отклонения.

## Посадка при отсутствии атмосферы
Даже сильно разреженная атмосфера позволяет погасить при посадке бо́льшую часть орбитальной скорости. Так, например, посадочная капсула марсохода «Кьюриосити» при входе в атмосферу Марса, в 80 раз менее плотную чем земная, одними корпусом и парашютом погасила скорость с 5800 до 100 м/с.
Но при отсутствии атмосферы, как, например, при посадке на Луну, тормозить приходится одними двигателями. При этом оптимальная по расходу топлива последовательность действий такая:
1. В точке орбиты, противоположной району посадки космический аппарат притормаживает так, чтобы перицентр оказался несколько выше поверхности.
2. Достигнув района посадки, аппарат поворачивается в направлении, противоположном движению и в заранее рассчитанный момент времени начинает торможение на максимальной тяге.
3. По мере того, как аппарат теряет горизонтальную скорость, сила тяжести ускоряет его вниз. Система управления постоянно разворачивает аппарат против направления движения, и он летит по нисходящей дуге.
4. В идеальном случае, если торможение началось в точно рассчитанный момент, в конце траектории высота и скорость одновременно станут равны нулю. Но тогда даже небольшая задержка с началом торможения приведёт к столкновению с поверхностью на большой скорости, поэтому на практике торможение начинают с запасом, чтобы погасить скорость на некоторой высоте от поверхности, и после этого перейти к вертикальной посадке на небольшой скорости.

Для расчёта траектории посадки можно использовать те же вычисления, что и для траектории подъёма с той лишь разницей, что масса топлива будет увеличиваться по мере набора высоты.
При конструировании лунного модуля программы «Аполлон» инженеры столкнулись с проблемой отсутствия надёжных ориентиров для ориентации корабля во время посадки на Луну. Но им удалось найти очень простое и достаточно точное приближение: посадочный модуль поддерживал постоянное направление относительно командного модуля, который ко времени посадки находился выше на орбите.

## Вычисление траектории

Гравитационный поворот в системе координат, совмещённой с направлением движения

Ускорение ракеты складывается из ускорения, приобретаемого двигателем и ускорения свободного падения:
{\displaystyle {\frac {d{\vec {V}}}{dt}}={\frac {\vec {F}}{m}}+{\vec {g}}}. (1)
Выразим тяговооружённость {\displaystyle n} — отношение тяги к силе тяжести:
{\displaystyle n={\frac {F}{mg}}}.
Возьмём систему координат, совмещённую с направлением движения (см. рис.):
{\displaystyle {\begin{cases}g_{x}=-g\sin {\theta },\\g_{y}=-g\cos {\theta }.\\\end{cases}}}
(Тангаж {\displaystyle \theta } по-прежнему отсчитывается от горизонтали.) Подставим в (1):
{\displaystyle {\begin{cases}{\frac {dV}{dt}}=gn-g\sin {\theta },\\V{\frac {d\theta }{dt}}=-g\cos {\theta }.\\\end{cases}}}
В итоге получаем систему дифференциальных уравнений:
{\displaystyle {\begin{cases}{\frac {dV}{dt}}=g(n-\sin {\theta }),\\{\frac {d\theta }{dt}}=-{\frac {g}{V}}\cos {\theta }.\\\end{cases}}}
Эту систему уравнений можно было бы решить аналитически, если бы масса ракеты (а с ней — и тяговооружённость) не менялась из-за расхода топлива. Но при необходимости эти уравнения интегрируются численно.